# Gustav Peichl
Gustav Peichl (Viena, 18 de marzo de 1928-Ib., 17 de noviembre de 2019) fue un arquitecto austríaco.

## Biografía
Realizó sus estudios superiores en la Academia de Bellas Artes de Viena, que finalizó en 1953. Entre 1952 y 1954 trabajó en el estudio de Roland Rainer, para, un año más tarde, abrir su propio estudio de arquitectura junto con Rudolf Weber.
Desde 1954 también actúa como dibujante de viñetas para revistas y prensa bajo el seudónimo de Ironimus.
Algunas de sus obras más conocidas se encuentran en Viena, como por ejemplo el Centro de Rehabilitación para enfermos mentales de Meidling, o la Millenium Tower, diseñada conjuntamente con Boris Podrecca y Rudolf Weber. La torre fue completada en 1999 con motivo de la llegada del tercer milenio, tiene 51 plantas, su uso se divide entre oficinas y residencias, y es el nexo vertebrador del complejo "Millenium City".